# CHa-14
CHa-14 — мисливець за підводними човнами Імперського флоту Японії, який взяв участь у Другій світовій війні.
CHa-14 належав до серії допоміжних мисливців, споруджених з використанням можливостей малих суднобудівних підприємств. Ці кораблі мали дерев'яний корпус та при зникненні зацікавленості в них зі сторони збройних сил мали бути перетворені на риболовецькі судна.
Спорудження корпусу CHa-14 здійснили на верфі Коянагі, а його оснащення озброєнням провели на верфі ВМФ у Йокосуці (Токійська затока).
Корабель ніс службу в Мікронезії, зокрема, відомо, що на початку серпня 1943-го він супроводив з Сайпану (Маріанські острови) на Трук (центральна частина Каролінського архіпелагу) конвой №3726, а наприкінці серпня провів конвой №5192 з Труку на атол Кваджелейн (головна японська база на Маршаллових островах).
За одними даними, CHa-14 потоплений авіацією 30 січня 1944-го, коли американці розпочали операцію зі встановлення контролю над Маршалловими островами (в цей день на атолі Кваджелейн знищили цілий ряд японських допоміжних мисливців за підводними човнами). За іншим варіантом, CHa-14 загинув від авіанальоту ще 26 січня 1944-го в районі за пять сотень кілометрів на північний захід від Кваджелейну, між атолами Бікіні та Еніветок).